# 只者
『只者』（ただもの）は、日本の音楽ユニット・B'zのボーカリスト・稲葉浩志の6作目のオリジナル・アルバム。2024年6月26日にVERMILLION RECORDSから発売。

## 概要
ソロとしては、前作『Singing Bird』から約10年ぶりとなるオリジナル・アルバム。（ただしこの期間にはシングル1枚と、「INABA／SALAS」でオリジナル・アルバム2枚をリリースしている。）
2023年2月に開催されたソロライブ『Koshi Inaba LIVE 2023 〜en3.5〜』にて初披露となった「BANTAM」「NOW」に加えて、TCK（東京シティ競馬）2024年度CMイメージソングとして当時オンエアされていた「Starchaser」や、2023年放送のフジテレビ系列木曜22時ドラマ『あなたがしてくれなくても』主題歌「Stray Hearts」など、配信リリースもされていたタイアップ楽曲を含む全12曲を収録。さらに今作は、前述の『Koshi Inaba LIVE 2023 〜en3.5〜』横浜アリーナ公演の模様を収めた映像作品を同梱した「PREMIUM EDITION」も同時発売した。
本作は、稲葉浩志が「只者」＝「何者でもないひとりの人間」として、日々を過ごす中で出会う何気ない情景や遍在的な苦悩や葛藤を飾らない言葉で綴った歌詞と、奇を衒うことなく着実に緻密に積み重ねられたメロディーによって紡いだ12編のドラマを収めたとのことで、稲葉浩志自身が編纂したアンソロジー的作品と言える渾身の1枚と発表されている。
アルバムタイトルについて、2023年に作品集『シアン』を発売した際のインタビューで過去の自分を振り返った際に、自分は普通の人間だと再確認し、そこから『只者』になったと述べている。リスナーからは只者ではないと言われるとは思ったが、自分は決して特別ではないと稲葉は述べている。
前作『Singing Bird』以降にリリースされた楽曲のうち、「Saturday」、「YELLOW」、シングルCD『羽』収録の楽曲は未収録となった。
本作のプロモーションとして、2024年6月29日放送分のTOKYO FM『JA 全農 COUNTDOWN JAPAN』に出演。この放送の公開収録が2024年6月25日にタワーレコード渋谷店で行われた。公開収録への参加は2016年以来8年ぶりであった。

## 制作
本作を制作するきっかけについて問われた際、稲葉は「ずっと溜めてた曲をまとめた」と回答しており、何か大きなテーマがあって制作した作品ではないとのこと。「テーマもなく溜めていた楽曲をまとめてアルバムにした」という制作スタンスについて稲葉は、「『マグマ』（1997年リリースの稲葉のファーストソロアルバム）を作った時のテンションに似ているかもしれない」と振り返っている。
具体的な楽曲制作の時期については、2020年ごろから始まったコロナ禍による自粛期間が影響しており、当時稲葉は自宅にいることが多く創作活動の時間が多くなっていた。その後、ギターとボーカルだけのデモを作成しているうちに、だんだん形が見えてきて曲として完成させたいと思うようになったとのこと。先行でリリースされていた配信シングル「BANTAM」「Stray Hearts」はこの時期に作成されたデモが元になった楽曲である。
稲葉は基本的にB'zの活動をメインとしているため、当時はソロ活動については「やる必要がなければやらなくていい」というスタンスで行っており、明確な目標をもって活動しているわけではなかった。しかし、前述の自粛期間での楽曲制作もあり、「B'zでもINABA／SALASでもない、誰かに影響されて出てきた知らない自分を楽しむよりも、思ったように曲を作ってみて久しぶりにその楽曲と向き合ってみよう」という気持ちが産まれたとのこと。
「作品としてのテーマがない」と語る一方で稲葉は、製作期間の90%がコロナ禍とその後の日常が戻り始めた時期のものなので、僕の中での統一性はあるという考えも語っている。

## 記録
オリコン週間デジタルアルバムチャート（2024年6月26日付）では、1位を獲得。自身初の同チャート1位獲得となった。
また、2024年7月8日付週間アルバムランキングでも1位を獲得。ソロでのアルバムの首位は、1作目『マグマ』から6作連続となった。同日付週間合算アルバムランキングも1位を獲得し、自身初の同チャート1位獲得となった。

## リリース形態
通常盤
CDのみの形態。
PREMIUM EDITION [CD+DVD]
CD + DVDの形態。初回出荷生産分のみロングボックス仕様・ロングポスター [A] 封入。
DVDには、2023年2月開催のソロライブ「Koshi Inaba LIVE 2023 〜en3.5〜」の模様を全曲収録。
PREMIUM EDITION [CD+Blu-ray]
CD +  Blu-rayの形態。初回出荷生産分のみロングボックス仕様・ロングポスター [B] 封入。
Blu-ray収録内容は上記と同様。

## 収録曲

### CD
| 全作詞・作曲: 稲葉浩志。 |                          |           |            |                   |      |
| #                        | タイトル                 | 作詞      | 作曲・編曲 | 編曲              | 時間 |
| 1.                       | 「ブラックホール」       | 稲葉浩志  | 稲葉浩志   | 徳永暁人          | 4:02 |
| 2.                       | 「Starchaser」           | 稲葉浩志  | 稲葉浩志   | 徳永暁人          | 5:28 |
| 3.                       | 「Stray Hearts」         | 稲葉浩志  | 稲葉浩志   | 徳永暁人          | 4:35 |
| 4.                       | 「我が魂の羅針」         | 稲葉浩志  | 稲葉浩志   | 徳永暁人          | 4:26 |
| 5.                       | 「VIVA!」                | 稲葉浩志  | 稲葉浩志   | 徳永暁人          | 4:26 |
| 6.                       | 「NOW」                  | 稲葉浩志  | 稲葉浩志   | 蔦谷好位置 釣俊輔 | 3:19 |
| 7.                       | 「空夢」                 | 稲葉浩志  | 稲葉浩志   | 徳永暁人          | 5:47 |
| 8.                       | 「Chateau Blanc」        | 稲葉浩志  | 稲葉浩志   | 徳永暁人          | 3:46 |
| 9.                       | 「シャッター」           | 稲葉浩志  | 稲葉浩志   | サム・ポマンティ  | 4:36 |
| 10.                      | 「BANTAM」               | 稲葉浩志  | 稲葉浩志   | 蔦谷好位置 KOHD   | 3:37 |
| 11.                      | 「気分はI am All Yours」 | 稲葉浩志  | 稲葉浩志   | サム・ポマンティ  | 4:10 |
| 12.                      | 「cocoa」                | 稲葉浩志  | 稲葉浩志   | 寺地秀行          | 4:08 |
| 合計時間:                | 合計時間:                | 合計時間: | 52:20      |                   |      |

### DVD / Blu-ray
| #   | タイトル             | 作詞 | 作曲・編曲 |
| --- | -------------------- | ---- | ---------- |
| 1.  | 「愛なき道」         |      |            |
| 2.  | 「The Morning Call」 |      |            |
| 3.  | 「Stay Free」        |      |            |
| 4.  | 「Golden Road」      |      |            |
| 5.  | 「I AM YOUR BABY」   |      |            |
| 6.  | 「Salvation」        |      |            |
| 7.  | 「念書」             |      |            |
| 8.  | 「正面衝突」         |      |            |
| 9.  | 「BLEED」            |      |            |
| 10. | 「静かな雨」         |      |            |
| 11. | 「波」               |      |            |
| 12. | 「Little Flower」    |      |            |
| 13. | 「NOW」              |      |            |
| 14. | 「Okay」             |      |            |
| 15. | 「YELLOW」           |      |            |
| 16. | 「羽」               |      |            |
| 17. | 「遠くまで」         |      |            |
| 18. | 「ハズムセカイ」     |      |            |
| 19. | 「あの命この命」     |      |            |
| 20. | 「BANTAM」           |      |            |
| 21. | 「CHAIN」            |      |            |
| 22. | 「oh my love」       |      |            |

## 楽曲解説
1. ブラックホール
  - 歌詞は、「これとは違う人生があったのではないか」という自問自答を巡らせている[21]。また、インタビュアーがアルバム全体の楽曲について「稲葉が思っていることがダイレクトに表れて生々しく響いているのでは」という話の流れで、その代表的な曲として本楽曲を例示して問いかけた際に、稲葉は「言葉にするとちょっと暗めに響くんですけど、自分にはこういう要素が常にあるので、それをネガティブに捉えてはいない」「いまさらその性格を変えられるとは思ってないし、ポジティブな振りをしてもしょうがない。だったら暗闇でもなんでも徹底的に見つめるしかない」と回答している[22]。本曲が1曲目になった理由について「この曲には自分が出ているなと思ったことは認めます。だからアルバムの1曲目にしたいなと思いました」と語っている[22]。
  - 音楽ライターの森朋之はこの楽曲について、誰がどう見ても日本のロックスターである稲葉が“何者でもないひとりの人間”として言葉やメロディを綴った本作の核になっているのが本楽曲だと分析しており、「この内省的な歌詞を豪快なハードロックへと昇華する剛腕ぶりに圧倒されてしまう」とも評している[21]。
2. Starchaser
  - 東京シティ競馬（TCK）のCMのために書き下ろされた楽曲。稲葉は楽曲について「砂塵を舞上げながらダートを疾駆する馬の映像を見て、『おまえはまだこの意気で走れんのか？』と自問しながらこの曲を作ったので、自分にとってもとてもリアルな作品となりました」とコメントしている[23]。
3. Stray Hearts
  - 2023年5月26日に配信限定シングルとして発売[24][25]。
4. 我が魂の羅針
  - スマートフォン向けシミュレーションRPG『アスタータタリクス』のエンディングテーマのために書き下ろされたバラード楽曲。稲葉浩志が初めてスマートフォンゲームに書き下ろした曲となる。稲葉は楽曲について「身を捩らせるような壮大な夢を見終わった後に感じる、体に残った熱、胸を疼かせる寂寥の感、そんなものを込めてこのアスタータタリクスのエンディングテーマを作らせていただきました。物語の終わりにプレイヤーそれぞれの想いを包み込めればと思います。」とコメントしている[26][27]。
  - ドラムとして鈴木英哉（Mr.Children）が参加している。先に2023年1月〜2月にに開催された稲葉のライブ『Koshi Inaba LIVE 2023 〜en-eX〜』『Koshi Inaba LIVE 2023 〜en3.5〜』に鈴木がサポートドラマーとして参加しており、鈴木のドラムプレイを間近に見た稲葉がレコーディングの参加オファーを出した。鈴木の演奏について稲葉は「ドラムに歌心がすごくある」と評しており、彼がドラムじゃなかったらこの曲はまた違う響き方をしてたと思うと語っている[19]。
5. VIVA!
6. NOW
  - Reebokのインスタポンプフューリー30周年を記念し、自身とコラボレーションしたシューズ「Reebok × Koshi Inaba『INSTAPUMP FURY 94 MAGMA』」のCMソングに起用された[28][29]。またソロとしては初となるCMにも出演している。
  - 『Koshi Inaba LIVE 2023 〜en3.5〜』にて未発表曲として先行披露された[8][9][10][11]。
  - 10曲目「BANTAM」とともに、本アルバムの制作過程の初期に制作された。本楽曲と「BANTAM」には、蔦谷好位置がサウンドプロデューサーとして参加している。
  - 楽曲制作の始まりについて稲葉は、デモ楽曲がかなり溜まっている中で、蔦谷とやってみるのも面白そうというアイデアが浮かび、蔦谷にデモ楽曲を全て渡して「アイデアが湧いてきそうなものを選んでください」と依頼した。当時について稲葉は「このデモをどういじってくれるのかなと楽しみにしていて、丸投げした」と語っており、アレンジについては蔦谷に任せている状態だった。そのデモ楽曲の中から2曲が選ばれ先行で制作が進められ、「NOW」「BANTAM」として完成した[19]。
  - 2024年6月1日放送の日本テレビ系『with MUSIC』、6月17日放送のTBS系『CDTVライブ!ライブ!』にて披露された[30][31]。
7. 空夢
  - 2012年に徳永暁人と制作されており一度ほぼ完成されていた曲であったが、今回徳永によって改めて編曲し直されており、曲のコードや構成が当時のものから変更された[22][13]。
8. Chateau Blanc
  - 歌詞のモチーフは「カップルのケンカ」[32][33]。
  - 2024年7月25日にミュージック・ビデオが公開となった。監督は品川ヒロシ（品川庄司）が担当し、俳優の倉悠貴と長野じゅりあが出演している。品川によると、「只者の中で一曲選んで撮ってください」というオファーだったとのことで、そのオファーを受けた品川が本楽曲を選曲した[34]。演出については、「最高の稲葉浩志さんだからこそ、余計な演出はおさえ、極力CGを使わず、代わりにカメラやレンズや機材は良い物を選び、稲葉濃度100%のM.V.になったと思います」とコメントしている。選曲から撮影まで約2週間の期間で行われた[35]。
  - キャンペーンとして、7月25日から31日までShibuya Sakura Stageの巨大デジタルサイネージおよび周辺ビジョンに、『只者』のスポット映像、特典映像の『Koshi Inaba LIVE 2023 〜en3.5〜』のダイジェスト映像とともに、本楽曲のミュージック・ビデオがオンエアされた[33]。その際に数ある施設内ビジョンの一部で、小杉竜一（ブラックマヨネーズ）が稲葉と同じ髪型・ファッション・振り付けで豪快に歌い上げるパロディ映像が紛れ込むという演出も行われた[36][37]。このパロディは品川の冗談で出した提案を稲葉が賛同したため実現した[38]。
9. シャッター
  - 元々はタイトルと歌詞が違う形の曲であったが、稲葉がある日たまたま通りかかった小さな専門学校で入学式が行われていて、その学校の前である母親と娘が記念撮影をしているのが目に入り、その姿が妙に心に残ったということで本楽曲の歌詞に落とし込んだ[12][13]。
10. BANTAM
  - 2023年1月28日に配信限定シングルとして発売され、ミュージック・ビデオがオフィシャルYouTubeチャンネルにて公開となった。
  - 6曲目「NOW」とともに本アルバムの制作過程の初期に制作され、「NOW」と同様に蔦谷好位置がサウンドプロデューサーとして参加している[39]。
  - リリース前日である1月27日に品川Club eXで行われた『Koshi Inaba LIVE 2023 〜en-eX〜』にてサプライズで先行披露され、その舞台上で楽曲タイトルと終演後の配信リリースが発表された[39]。
  - 2023年2月8日のBillboard Japan Download Songsで1位を記録した[40]。
11. 気分はI am All Yours
12. cocoa
  - 『Koshi Inaba LIVE 2010 〜enII〜』の退場曲として流れていた楽曲で、発表から約14年越しのリリースとなった。
  - デモは2004年にできており、稲葉とスタッフがこのアルバムの曲出しをしていたところ、スタッフから「本楽曲もある」と提案された。稲葉は最初は歌う気にはなれなかったが、改めて聴き直してみて歌詞も古くさくなく、今と重なる部分があったことから、仕上げてアルバムの最終曲として収録が決まった[22]。
  - 改めて歌ってみた感想については、「唄う気になったってことは、自分はそんなに変わってないんだなって（思った）」「でも、もうちょっと気持ちは穏やかに唄えてるかもしれない。喉の状態や発声もあの頃とは全然違うので」と語っている[41]。
  - 歌詞について稲葉は、自分も含めてほとんどの人は自分の身の回りのことで手一杯なことが多いが、テレビのニュースを見たら大変なことばかりが起こっていて、悲しいし何かしたいけどどうすることもできないと思ったという体験から、「大変なことが起きている現場とそれを俯瞰で見つめる人たち、という視点が常にあるんです。そこに起こる甘ったるい葛藤を歌詞したんだと思います」と語っている。また、この曲が2004年からある曲であることについて、「20年経ってまた歌おうと思ったってことは、世の中が大して変わってないってことでしょうね」ともコメントしている[41]。

## タイアップ
- TCK（東京シティ競馬）2024年度CMイメージソング[42] (#2)
- フジテレビ系ドラマ『あなたがしてくれなくても』主題歌[43] (#3)
- スマートフォン向けシミュレーションRPG『アスタータタリクス』エンディングテーマ[44] (#4)
- Reebok × Koshi Inaba『INSTAPUMP FURY 94 MAGMA』CMソング[28][29] (#6)
- 日本テレビ系『スッキリ!!』2023年2月度エンディングテーマ[39] (#10)

## 参加ミュージシャン
- 稲葉浩志：ボーカル、全曲作詞・作曲・編曲、アコースティックギター(#4.12)
- 徳永暁人 ：編曲(#1-5.7.8)、ベース(#1-5.7-9.11)
- 蔦谷好位置：編曲(#6.10)、バックグラウンドボーカル(#6.10)、Programing & All Other Instruments(#6.10)
- 釣俊輔：編曲(6)、バックグラウンドボーカル(#6.10)、Programing & All Other Instruments(#6)
- KOHD：編曲(#10)、バックグラウンドボーカル(#6.10)、Programing & All Other Instruments(#10)
- サム・ポマンティ：編曲(#9.11)、ピアノ（#3.4.7-9.11）、オルガン（#4）、ウーリッツァー（#3.5）、バックグラウンドボーカル（#2.3.5.11）
- 寺地秀行：編曲(#12)、Programing & All Other Instruments (#12)
- シェーン・ガラース：ドラム(#1.2.8)
- 河村"カースケ"智康：ドラム(#3)
- 鈴木英哉：ドラム(#4)
- 山木秀夫：ドラム(#5.7.9.11)
- 玉田豊夢：ドラム(#6.10)
- 日向秀和 ：ベース(#6.10)
- 麻井寛史：ベース(#12)
- DURAN：ギター(#1-3.5.6-11)
- 大賀好修：エレクトリックギター(#4)
- 湯本淳希：トランペット(#6)
- 吉澤達彦：トランペット(#6)
- 平久昴：トランペット(#6)
- 川島稔弘：トロンボーン(#6)
- 橋本和也：テナーサックス (#6)
- Lime Ladies Orchestra：ストリングス(#3.7.9)
- MIKA HASHIMOTO：ストリングス(#3)
- 佐藤恵梨奈：ストリングス(#7.9)
- Ran：バックグラウンドボーカル(#5.11)

## 特典DVD & Blu-ray参加ミュージシャン
- 稲葉浩志：ボーカル
- 鈴木英哉：ドラム
- 徳永暁人：ベース
- DURAN：ギター
- サム・ポマンティ：キーボード